# セス・ロジン
セス・ダニエル・ロジーン（Seth Daniel Rosin，1988年11月2日 - ）はアメリカ合衆国ノースダコタ州ファーゴ出身の元プロ野球選手（投手）。右投右打。
姓の「Rosin」は、正確には「ロジーン(ro-ZEEN)」と伸ばす。

## 経歴

### プロ入り前
2007年、MLBドラフトでミネソタ・ツインズから28巡目（全体872位）指名されたが拒否し、ミネソタ大学へ進学。

### プロ入りとジャイアンツ傘下時代
2010年、MLBドラフトでサンフランシスコ・ジャイアンツから4巡目（全体138位）指名され入団。この年は傘下のA-級セーラムカイザー ボルケイノーズで6試合に登板し1勝1敗・防御率4.91だった。
2011年はA級オーガスタ・グリーンジャケッツで39試合に登板し2勝3敗1セーブ・防御率3.34だった。
2012年はA+級サンノゼ・ジャイアンツで34試合に登板し2勝1敗10セーブ・防御率4.31だった。

### フィリーズ傘下時代
2012年7月31日にハンター・ペンスとのトレードでネイト・シャーホルツ、トミー・ジョゼフと共にフィラデルフィア・フィリーズへ移籍した。傘下のA+級クリアウォーター・スレッシャーズで3試合に登板し0勝3敗・防御率3.00だった。
2013年はAA級レディング・ファイティン・フィルズで26試合に登板し9勝6敗・防御率4.33だった。

### レンジャーズ時代
2013年12月12日にルール・ファイブ・ドラフトでニューヨーク・メッツに指名され、同日にトレードでロサンゼルス・ドジャースへ移籍した。
2014年3月26日にウェーバーでテキサス・レンジャーズへ移籍した。移籍後は開幕ロースター入りし、3月31日に行われたフィリーズとの開幕戦でメジャーデビュー。4点ビハインドの9回表から登板し、1回を投げ無安打無失点に抑えた。4月9日にDFAとなった。

### フィリーズ復帰
2014年4月11日にウェーバーで古巣・フィリーズへ復帰した。
2015年6月20日にメジャー契約を結び25人枠入りしたものの、昇格当日のセントルイス・カージナルス戦で8回から登板したが2回を5失点と打ち込まれ、21日にAAA級リーハイバレー・アイアンピッグスに降格した。その後、7月31日に40人枠を外れ、10月14日にFAとなった。

### パドレス傘下時代
2016年1月31日、サンディエゴ・パドレスとマイナー契約を結んだ。11月7日にFAとなった。

### ツインズ傘下時代
2017年2月23日、ミネソタ・ツインズとマイナー契約を結び、傘下のAAA級ロチェスター・レッドウイングスに配属されたが、4月1日に自由契約となった。

### 独立リーグ時代
2017年5月にアメリカン・アソシエーションのセントポール・セインツと契約し、15試合に登板し9セーブ、防御率0.00の成績を残した。

### ジャイアンツ傘下時代
2017年7月5日、サンフランシスコ・ジャイアンツとマイナー契約を結び、傘下のAA級リッチモンド・フライングスクウォーレルズに配属された。11月6日にFAとなった。

## 選手としての特徴
平均球速149km/hのツーシームと130km/h台半ばのスライダーを主体としたピッチングで、チェンジアップ、カットボールも投げる。制球力に定評があり、マイナーリーグでは例年、与四球率2点台を記録している。

## 詳細情報

### 年度別投手成績
| 年 度    | 球 団    | 登 板 | 先 発 | 完 投 | 完 封 | 無 四 球 | 勝 利 | 敗 戦 | セ 丨 ブ | ホ 丨 ル ド | 勝 率 | 打 者 | 投 球 回 | 被 安 打 | 被 本 塁 打 | 与 四 球 | 敬 遠 | 与 死 球 | 奪 三 振 | 暴 投 | ボ 丨 ク | 失 点 | 自 責 点 | 防 御 率 | W H I P |
| -------- | -------- | ----- | ----- | ----- | ----- | -------- | ----- | ----- | -------- | ----------- | ----- | ----- | -------- | -------- | ----------- | -------- | ----- | -------- | -------- | ----- | -------- | ----- | -------- | -------- | ------- |
| 2014     | TEX      | 3     | 0     | 0     | 0     | 0        | 1     | 0     | 0        | 0           | 1.000 | 19    | 4.0      | 6        | 0           | 1        | 0     | 0        | 3        | 0     | 0        | 3     | 3        | 6.75     | 1.75    |
| 2015     | PHI      | 1     | 0     | 0     | 0     | 0        | 0     | 0     | 0        | 0           | -     | 14    | 2.0      | 7        | 1           | 1        | 0     | 1        | 0        | 1     | 0        | 5     | 5        | 22.50    | 4.00    |
| MLB：2年 | MLB：2年 | 4     | 0     | 0     | 0     | 0        | 1     | 0     | 0        | 0           | 1.000 | 33    | 6.0      | 13       | 1           | 2        | 0     | 1        | 3        | 1     | 0        | 8     | 8        | 12.00    | 2.50    |

### 背番号
- 19 (2014年)
- 60 (2015年)